# 소드피시 장거리 추적 레이더
소드피시 장거리 추적 레이더(Swordfish Long Range Tracking Radar)는 인도와 이스라엘이 합작개발한 조기경보레이더이다. 이스라엘의 그린파인 레이더 수출이 미국의 반대로 좌절되자, 합작개발을 하였다. 인도 미사일 방어망에서 핵심적인 역할을 하는 레이더이다. 소드피시는 황새치를 말한다.

## 같이 보기
- 인도 미사일 방어망